# نفتول زرد اس
نفتول زرد اس (به انگلیسی: Naphthol yellow S) یک ترکیب شیمیایی با شناسه پاب‌کم ۲۷۲۴۰۶۳ است. 